# Erik Leschly
Erik Leschly (27. august 1880 i Aarhus – 15. september 1964) var en dansk officer, bror til Carl Leschly og far til Niels Erik Leschly.
Han var søn af generalløjtnant Mauritz Leschly, blev sekondløjtnant 1900, premierløjtnant i rytteriet, var ved Generalstaben 1908-13, blev ritmester 1913, var eskadronchef ved 3. dragonregiment 1913-17, stabschef hos generalinspektøren for rytteriet 1917-21, chef for Rytteriets Befalingsmandsskoler 1921-25, på tjenesterejse til Frankrig 1922, blev oberstløjtnant 1923, chef for 5. dragonregiment 1925-30, oberst 1930, chef for Trainafdelingen 1930-34, generalmajor 1934 og generalinspektør for rytteriet og kommandant i København 1934. Han tog sin afsked fra Forsvaret 1945. Han var Kommandør af 1. grad af Dannebrogordenen, Dannebrogsmand og dekoreret med Sværdordenen.
Leschly var formand for Aarhus Rideforening 1915-17 og for Randers Rideklub 1928-30, bestyrelsesmedlem i Dansk Ride Forbund fra 1918, formand fra 1939, formand for Fællesorganisationen for Officerer og ligestillede af Hæren (F.O.L.) 1931-46 samt bestyrelsesmedlem i Kongelig Dansk Automobil Klub 1931-35 samt formand for Det fælles Vejtavleudvalg 1935-40 og æresmedlem af Randers Rideklub.
Han blev gift 1. gang (6. maj 1905) med Nanna Dahl (8. september 1881 på Frederiksberg – 1932), datter af grosserer N.S. Dahl (død 1916) og hustru f. Lasenius Kramp (død 1917) og 2. gang (20. november 1935) med Gertrud Andersen (10. februar 1897 i København – ), datter af professor, dr.phil. Vilhelm Andersen.